# C mpl te
C_mpl_te (Complete) é o segundo álbum de estúdio da banda de ska e rock Móveis Coloniais de Acaju, lançado em 8 de maio de 2009 pela gravadora Trama. Para a realização desse disco, a banda brasiliense utilizou muitos recursos longo de toda sua produção, desde a filmagem dos bastidores, incluindo sua turnê pela Europa, até a pré-estreia pelo YouTube. C_mpl_te foi lançado para download gratuito pelo site Álbum Virtual, disponibilizado pela própria Trama.
O álbum rendeu quatro singles, e a canção "O Tempo" foi selecionada como trilha sonora da novela Araguaia.

## Recepção crítica
| Críticas profissionais | Críticas profissionais |
| Avaliações da crítica  | Avaliações da crítica  |
| Fonte                  | Avaliação              |
| ---------------------- | ---------------------- |
| Gazeta do Povo         | (positiva)             |
| Território da Música   | [ 6 ]                  |

O álbum foi recebido com críticas positivas pelos críticos de música. Cristiano Castilho do Gazeta do Povo elogiou o álbum, dizendo: "Em relação a Idem, o trabalho anterior, C_mpl_te traz um Móveis Coloniais de Acaju mais enxuto. É como se a banda tivesse passado por uma “secadora de exageros instrumentais”. [...] Superado o peso inicial de ser independente, o grupo está agora com seus 18 olhos voltados para o vazio deixado pelo Los Hermanos. O título de “banda queridinha do Brasil” já pode pode passar dos cariocas aos brasilienses. Com todos os louvores." Lizandra Pronin do Território da Música deu ao álbum cinco estrelas de cinco, dizendo: "Além de criativas e inteligentes, [as músicas] trazem um jogo de palavras e sentidos que fazem do som dos fonemas um elemento a mais na música da banda. [...] Imperdível, “C_MPL_TE” é fácil de ouvir porque sua melodia não se perde mesmo com tantos detalhes, arranjos, efeitos e elementos. É uma música ricamente elaborada mas extremamente acessível."

## Faixas
| Edição padrão  |                                     | |         |  |
| N.º            | Título                              | Compositor(es) | Duração |  |
| 1.             | "Adeus"                             | | 3:52    |  |
| 2.             | "Lista de Casamento"                | | 4:15    |  |
| 3.             | "O Tempo"                           | André Gonzales, Beto Mejia, Eduardo Borém, Esdras Nogueira, Fabio Pedroza, Fabrício Ofuji, Leonardo Bursztyn, Paulo Rogério, Renato Rojas, Xande Bursztyn | 4:38    |  |
| 4.             | "Cão Guia"                          | | 3:50    |  |
| 5.             | "Descomplica"                       | | 3:52    |  |
| 6.             | "Café com Leite"                    | | 4:13    |  |
| 7.             | "Para Manter ou Mudar (A do Piano)" | | 4:11    |  |
| 8.             | "Bem Natural"                       | | 3:14    |  |
| 9.             | "Falso Retrato (U-hu)"              | | 3:58    |  |
| 10.            | "Cheia de Manha"                    | | 3:12    |  |
| 11.            | "Sem Palavras"                      | | 5:22    |  |
| 12.            | "Indiferença"                       | | 5:46    |  |
| Duração total: | Duração total:                      | Duração total: | 50:00   |  |

## Ficha Técnica

### Móveis Coloniais de Acaju
- André Gonzales - Vocal
- BC - Guitarra
- Beto Mejía - Flauta transversal
- Eduardo Borém - Gaita cromática, teclados e escaleta
- Esdras Nogueira - Saxofone (Barítono)
- Fabio Pedroza - Baixo
- Renato Rojas - Bateria
- Paulo Rogério - Saxofone (Tenor)
- Xande Bursztyn - Trombone

### Produção musical
- Carlos Eduardo Miranda - Produção
- Rodrigo Sanches - Co-Produção